# Надрље
Надрље је насеље у Србији у општини Рековац у Поморавском округу. Према попису из 2022. било је 101 становника.

## Историја
До Другог српског устанка Надрље (тада Надрља или Надрле) се налазило у саставу Османског царства. Након Другог српског устанка Надрље улази у састав Кнежевине Србије и административно је припадало Јагодинској нахији и Левачкој кнежини све до 1834. године када је Србија подељена на сердарства.
Овде је живео Миливоје Савић.

## Демографија
У насељу Надрље живи 206 пунолетних становника, а просечна старост становништва износи 55,2 година (54,4 код мушкараца и 56,1 код жена). У насељу има 91 домаћинство, а просечан број чланова по домаћинству је 2,52.
Ово насеље је великим делом насељено Србима (према попису из 2002. године), а у последња три пописа, примећен је пад у броју становника.
|  |

| Демографија | Демографија | Демографија |
| Година      | Становника  | Становника  |
| ----------- | ----------- | ----------- |
| 1948.       | 633         |             |
| 1953.       | 649         |             |
| 1961.       | 647         |             |
| 1971.       | 574         |             |
| 1981.       | 442         |             |
| 1991.       | 339         | 331         |
| 2002.       | 229         | 239         |

| Етнички састав према попису из 2002.‍ | Етнички састав према попису из 2002.‍ | Етнички састав према попису из 2002.‍ | Етнички састав према попису из 2002.‍ | Етнички састав према попису из 2002.‍ |
| ------------------------------------ | ------------------------------------ | ------------------------------------ | ------------------------------------ | ------------------------------------ |
|                                      |                                      |                                      |                                      |                                      |
| Срби                                 | Срби                                 |                                      | 223                                  | 97,37%                               |
| Муслимани                            | Муслимани                            |                                      | 2                                    | 0,87%                                |
| Македонци                            | Македонци                            |                                      | 2                                    | 0,87%                                |
| непознато                            | непознато                            |                                      | 2                                    | 0,87%                                |

| Надрље у пописима Јагодинске нахије — од 1818. до 1829.                           |       |       |       |       |       |       |          |       |       |       |       |       |
| Година пописа                                                                     | 1818. | 1819. | 1820. | 1821. | 1822. | 1823. | 1824/25. | 1825. | 1826. | 1827. | 1828. | 1829. |
| Куће                                                                              | 14    | 14    | 14    | 14    | 14    | 16    | 18       | 18    | 18    | 18    | 18    | 19    |
| Пореске главе*                                                                    | -     | 23    | 20    | 20    | 21    | 23    | 23       | 22    | 23    | 23    | 25    | 26    |
| Арачке главе**                                                                    | 41    | 49    | 49    | 50    | 53    | 52    | 55       | 55    | 53    | 54    | 56    | 57    |
| *Пореске главе = Ожењени мушкарци \| ** Арачке главе = Мушкарци од 7 до 70 година |       |       |       |       |       |       |          |       |       |       |       |       |

| Година пописа     | 1948. | 1953. | 1961. | 1971. | 1981. | 1991. | 2002. |
| ----------------- | ----- | ----- | ----- | ----- | ----- | ----- | ----- |
| Број домаћинстава | 106   | 113   | 128   | 134   | 120   | 107   | 91    |

| Број чланова      | 1  | 2  | 3  | 4 | 5 | 6 | 7 | 8 | 9 | 10 и више | Просек |
| ----------------- | -- | -- | -- | - | - | - | - | - | - | --------- | ------ |
| Број домаћинстава | 19 | 43 | 12 | 8 | 3 | 3 | 2 | 0 | 1 | 0         | 2,52   |

| Пол    | Укупно | Неожењен/Неудата | Ожењен/Удата | Удовац/Удовица | Разведен/Разведена | Непознато |
| ------ | ------ | ---------------- | ------------ | -------------- | ------------------ | --------- |
| Мушки  | 109    | 20               | 73           | 16             | 0                  | 0         |
| Женски | 100    | 2                | 73           | 23             | 1                  | 1         |
| УКУПНО | 209    | 22               | 146          | 39             | 1                  | 1         |

| Пол    | Укупно                    | Пољопривреда, лов и шумарство | Рибарство                            | Вађење руде и камена | Прерађивачка индустрија       |
| ------ | ------------------------- | ----------------------------- | ------------------------------------ | -------------------- | ----------------------------- |
| Мушки  | 53                        | 48                            | 0                                    | 0                    | 2                             |
| Женски | 28                        | 27                            | 0                                    | 0                    | 0                             |
| УКУПНО | 81                        | 75                            | 0                                    | 0                    | 2                             |
| Пол    | Производња и снабдевање   | Грађевинарство                | Трговина                             | Хотели и ресторани   | Саобраћај, складиштење и везе |
| Мушки  | 0                         | 0                             | 1                                    | 0                    | 0                             |
| Женски | 0                         | 0                             | 0                                    | 0                    | 0                             |
| УКУПНО | 0                         | 0                             | 1                                    | 0                    | 0                             |
| Пол    | Финансијско посредовање   | Некретнине                    | Државна управа и одбрана             | Образовање           | Здравствени и социјални рад   |
| Мушки  | 0                         | 0                             | 0                                    | 0                    | 0                             |
| Женски | 0                         | 0                             | 0                                    | 1                    | 0                             |
| УКУПНО | 0                         | 0                             | 0                                    | 1                    | 0                             |
| Пол    | Остале услужне активности | Приватна домаћинства          | Екстериторијалне организације и тела | Непознато            | Непознато                     |
| Мушки  | 0                         | 0                             | 0                                    | 2                    | 2                             |
| Женски | 0                         | 0                             | 0                                    | 0                    | 0                             |
| УКУПНО | 0                         | 0                             | 0                                    | 2                    | 2                             |